# Pols
Pols (uttal: /pɔls/)  är ett begrepp för polska/springar i gränstrakterna mellan Sverige och Norge. Det används till exempel i namnen på musiken och danserna Rørospols och Finnskogspols. 
Norsk betydelse: Variant av polsk/springar som framför allt förekommer i de östra delarna av landet.
Pols är folklig musik och dans i 3/4 takt och ett regionalt namn för polska som var den vanligaste pardansen under några århundraden, men till stor del trängdes undan av nya modedanser som vals, foxtrott m m i större städer under mitten av 1800-talet och utanför större städer vid sekelskiftet till 1900-talet. Polska har därefter främst dansats i form av hambopolska (hambo) som är en enkel variant där man normalt bara dansar runt fyra varv per repris. 
De mest kända polsketyper som benämns pols är från: 
- Finnskogen i de svensk-norska gränstrakterna av Värmland och Hedmark fylke (Finnskogspols) respektive
- Röros i norska Trøndelag fylke nära gränsen till Sverige och bara några mil från Funäsdalen.